# البطولة الوطنية المجرية 1936–37
البطولة الوطنية المجرية 1936–37 (بالمجرية: 1936–1937-es magyar labdarúgó-bajnokság)‏ هو الموسم 34 من  البطولة الوطنية المجرية. أشرف على تنظيمه اتحاد المجر لكرة القدم، وكان عدد الأندية المشاركة فيه  14، وفاز فيه نادي بودابست.